# Solfuro d'argento
Il solfuro d'argento è la molecola di argento e di zolfo. A temperatura ambiente appare come un solido cristallino insolubile in acqua, di colore grigio-nero. Trattasi, assieme all'ossido di argento, del principale residuo del processo di invecchiamento dell'argento metallico, in seguito all'ossidazione da parte dell'anidride solforosa presente nell'atmosfera. In natura il composto si può presentare in due diversi polimorfi, ovvero i minerali acantite ed argentite.

## Sintesi
Il solfuro di argento può essere sintetizzato facendo reagire in ambiente acquoso un sale solubile di argento (ad esempio il nitrato d'argento) con l'acido solfidrico, o un altro composto che liberi in soluzione lo ione solfuro (ad esempio il solfuro di sodio):
{\displaystyle {\ce {2AgNO3 + H2S -> 2HNO3 + Ag2S}}}
Il solfuro d'argento insolubile precipita in soluzione conferendo alla stessa una colorazione grigio-nerastra. In chimica analitica, tale reazione rappresenta spesso un fattore di disturbo, in particolare nella ricerca degli alogeni organici col saggio di Carius, metodo che prevede l'utilizzo di AgNO3. Se nel campione analizzato sono presenti ioni S2−, essi reagiranno coi cationi Ag+ liberati da AgNO3, formando quindi un precipitato di Ag2S legato covalentemente che conferirà la tipica colorazione alla soluzione, rendendo impossibile l'osservazione di altre colorazioni meno intense ma rilevanti per l'esito dell'analisi.

## Reattività
Nonostante sia formalmente considerato un sale (in quanto formato dall'aggregazione di specie ioniche), il legame Ag-S del solfuro di argento non è ionico, bensì covalente, caratterizzato da una differenza di elettronegatività tra i due atomi pari a circa 0,68, essendo l'argento un metallo di transizione particolarmente elettronegativo. A tale proprietà si riconduce l'insolubilità del composto in acqua, dal momento che in soluzione Ag2S non libera gli ioni S2− e Ag+ ed il legame Ag-S non risulta sufficientemente polare. Il composto è tendenzialmente poco reattivo, cede ioni S2− solo se combinato con un catione che instaura un legame più fortemente di Ag+, come ad esempio lo ione piombo(II):
Pb2+  +  Ag2S  →  PbS  +  2 Ag+